# Dario Osorio
Darío Esteban Osorio Osorio (født 24. januar 2004) er en chilensk fodboldspiller der spiller som kant for den danske Superliga klub FC Midtjylland og for Chiles fodboldlandshold.

## Karriere
I sin barndom, spillede Osorio i fodboldklubberne Santiago Wanderers og Escuela Municipal Hijuelas, men i 2015 skiftede han til Universidad de Chile efter en prøvetræning i El Melón, hvor han blev anbefalet af førsteholdsspilleren Rubén Farfán. I 2022 blev han rykket op på førsteholdet og fik sin professionelle debut i en fodboldturnering spillet i Argentina, hvor han endda scorede imod klubben Colo-Colo.
Den 31. august 2023, skiftede han til danske FC Midtjylland på en fem-årig kontrakt, som også blev til den danske fodboldklubs største køb hidtil.
Den 3. september 2023, kun 4 dage efter at han ankom til klubben, fik han sin debut for FC Midtjylland i et 1-1 opgør imod AGF i Superligaen, hvor han blev indskiftet.
Den 8. oktober 2023 scorede han sit første mål for Midtjylland imod Randers FC i Superligaen.
I samme sæson vandt han karrierens første trofæ, da FC Midtjylland blev kåret som danmarksmestre og vindere af Superligaen 23/24.

## Internationale karriere
Osorio har både spillet på Chiles U17 og U20 landshold. I december 2021, repræsenterede han Chile U20 til venskabsturneringen Rául Coloma Rivas, hvor han spillede 3 kampe og scorede et mål imod Paraguay U20. I juli 2022, scorede han to gange i en venskabskamp imod Peru U20. I september 2022, spillede han i Costa Cálida Supercup. I 2023, spillede han 4 kampe til de sydamerikanske U20-mesterskaber.
Han repræsenterede Chile U23 en gang i en 1–0 sejr over Peru U23 den 31. august 2022.
På Chiles seniorlandshold fik han debut til en "2022 Kirin Cup Soccer" kamp mod Tunesien den 10. juni 2022.
Den 26. marts 2024 scorede han sit første mål for seniorlandsholdet imod de forsvarende verdensmestre Frankrig i et 3-2-nederlag i en venskabskamp.

Han blev udtaget til Chiles Copa America trup i 2024.